# William Twaits
William Twaits, född 20 augusti 1878 i Galt i Ontario, död 13 april 1941 i Sarnia, var en kanadensisk fotbollsspelare.
Twaits blev olympisk guldmedaljör i fotboll vid sommarspelen 1904 i Saint Louis.